# Magnus III de Suède
Magnus III de Suède, ou Magnus Ladulås (Serrure de grenier) (vers 1240-1290), est roi de Suède de 1275 à 1290.

## Origine
Magnus Bigersson est le second fils de Birger Jarl et d'Ingeborg. Il succède sur le trône à son frère aîné Valdemar Ier de Suède, à la déchéance duquel il a largement contribué avec ses cadets Erik et Bengt[réf. nécessaire].

## Règne

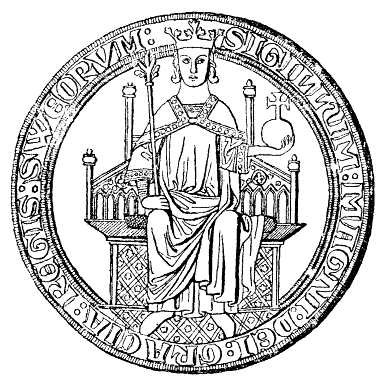
Sceau de Magnus III de Suède.

En 1275, mettant à profit les scandales qui éclaboussent la vie privée de son frère Valdemar, le duc Magnus entre en rébellion contre lui avec le soutien de ses autres frères et le chasse du trône avec l’aide de mercenaires danois. Magnus III est élu roi à la « pierre de Mora » (suédois : Mora sten) le 22 juillet 1275 après la déposition de son frère Valdemar Ier et couronné à Uppsala le 24 mai 1276. Erik, le frère puîné de Magnus III, reçoit en 1275 le titre nouveau d'« hertig » (« duc »), mais il meurt la même année. Le dernier frère Bengt qui était archidiacre, recevra le titre d'hertig de Finlande et l’évêché de Linköping avant de mourir en 1291[réf. nécessaire].
Valdemar le roi déchu réussit, avec l'aide de l'armée danoise, à reprendre la partie méridionale du Royaume constitué par les provinces du Götaland que doit lui concéder provisoirement le nouveau roi. Toutefois, le roi Magnus recouvre rapidement ce domaine et s’adjoint le titre supplémentaire de « rex Gothorum » qui faisait partie intégrante de la titulature royale « Roi des Suédois et des Goths »[réf. nécessaire].
Selon la tradition, le roi Magnus doit son surnom de « Ladulås » (« serrure de grenier ») à ses lois contre les voleurs, toutefois il est peut-être lié à un décret de 1279/1280 qui libérait les paysans de l'obligation de fournir aux nobles et aux évêques lors de leurs déplacements dans le royaume les moyens de subsistance nécessaire
Entre 1279, le roi doit faire face à une révolte en Västergötland menée par trois nobles Magnus, Johan et Birger Filipsson. Ils capturent le beau-père du roi, le comte Gérard Ier de Holstein, qui se trouvait en Suède et la reine qui est obligée de se retirer dans un couvent. Magnus III vient rapidement à bout de cette rébellion et punit les coupables (1280)[réf. nécessaire].
À la même époque, le roi édite le « statut d’Alsnö » (suédois : stadga Alsnö) qui exempte également de taxes tous ceux qui s'engagent à fournir à la Couronne un guerrier à cheval (chevalier), sa monture et son équipement. Ce décret est de première importance tant sur le plan militaire puisqu’il fait de la cavalerie lourde vêtue d’armure le principal élément de la force militaire du pays mais aussi par ses conséquences sociales car il est considéré comme le fondement d’une nouvelle classe nobiliaire héréditaire privilégiée en Suède bien que le développement de ce groupe social qui ne tardera pas à s’unir aux anciennes familles nobles ne se réalisera en réalité que progressivement jusqu'au XVIe siècle[réf. nécessaire].
Le règne de Magnus est dans les domaines culturels et économiques une période d’intense développement. Le commerce est florissant et des accords sont signés avec les marchands de Riga, Gotland et sans doute Lübeck, l’industrie minière se développe et la vie municipale progresse. Les relations intellectuelles avec le royaume de France sont maintenues. En 1285, le chapitre d’Upsal fonde à Paris un « collegium upsaliense » destiné à douze étudiants en théologie de son diocèse. L’archevêque de Suède recrute deux ans plus tard un tailleur de pierre français, Étienne de Bonneuil, de l’école de Notre-Dame de Paris, avec pour mission de bâtir à Upsal une cathédrale qui serait la plus vaste de Scandinavie. La Suède reçoit également des missionnaires religieux dominicains et franciscains porteurs de la civilisation française. En 1282, un couvent de dominicaines sera ainsi fondé par le roi à la pointe de Skänninge sous l'influence de Pierre de Dacie (mort en 1289).
En 1288, sentant sans doute sa fin proche, il fait emprisonner son frère Valdemar afin que ce dernier ne soit pas tenté de revendiquer le trône. Il promeut également Torgils Knutsson comme « marsk », ce qui ouvre à ce dernier la perspective d’exercer de facto la fonction de régent qui sera officiellement confiée à la reine Hedwige pour le compte du fils aîné du roi Birger de Suède, âgé de seulement 10 ans[réf. nécessaire].

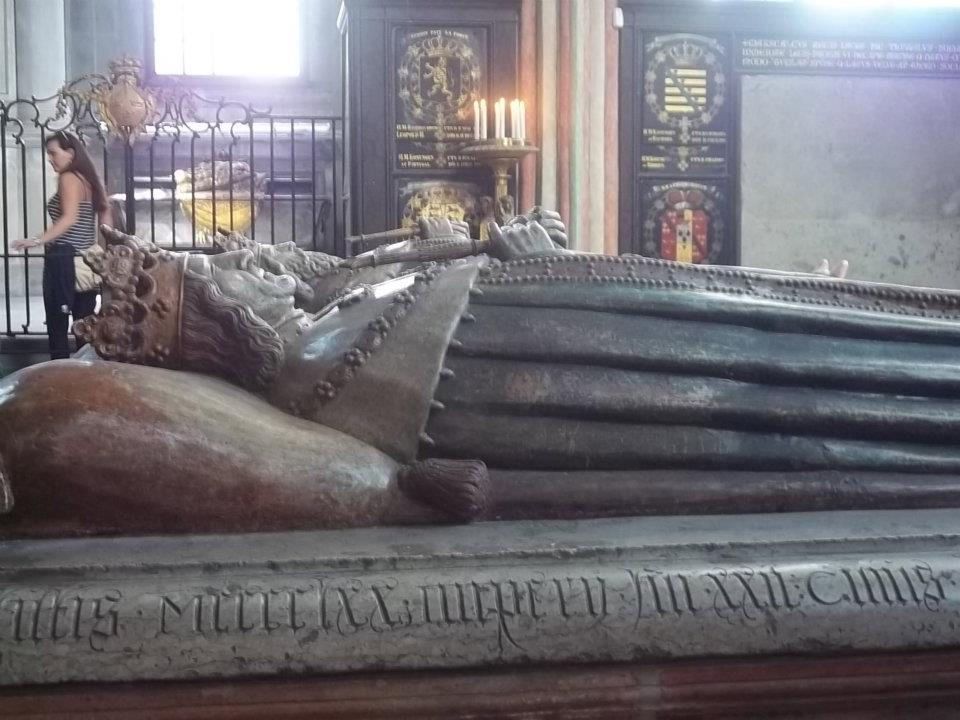
Tombe de Magnus III de Suède à Stockholm.

Magnus III Ladulås meurt le 18 décembre 1290 à Visingsö, île sur le lac Vättern, principale résidence royale depuis le milieu du XIIe siècle. Le roi est inhumé dans l'église de Riddarholmen à Stockholm.

## Union et postérité
Magnus Bigersson épouse, le 11 novembre 1276 à Kalmar, Helvig de Holstein († 1324), fille du comte Gérard Ier de Holstein. Ils ont deux filles et trois fils qui se disputeront ensuite le trône :
- Ingeborg née vers 1277, morte en 1319, épouse en juin 1296 Éric VI de Danemark ;
- Birger Magnusson né vers 1280 ;
- Erik Magnusson né vers 1282 ;
- Valdemar Magnusson né avant 1285 ;
- Rikissa Magnusdotter (sv), supérieure du couvent de clarisses de Stockholm en 1336, morte vers 1347.